# Bitwa pod Benewentem (1266)
Bitwa pod Benewentem – starcie zbrojne, które miało miejsce 26 lutego 1266.
Manfred, nieprawy syn Fryderyka II kontynuował po śmierci tego ostatniego próby zjednoczenia Włoch pod berłem cesarskim, czemu sprzeciwiał się papież. Jako regent Sycylii pobił papieskie armie, które miały odzyskać to terytorium dla władców, którym papież obiecał koronę Sycylii. W 1258 Manfred koronował się na króla Sycylii i najechał na Lombardię rok później, zostając w następstwie uznany za zwierzchnika większości północnych Włoch.
Wybrany w 1261 roku papież Urban IV starał się o sprzymierzeńców. Znalazł ich w osobie brata króla francuskiego Ludwika Świętego, Karola Andegaweńskiego, który liczył na to, że uda mu się stworzyć własne królestwo w południowych Włoszech. Przyjął więc ofertę papieską korony królestwa Sycylii. Następca Urbana, Klemens IV zawarł z Karolem pakt, w którym ten przyjął królestwo Sycylii, zobowiązując się płacić roczny trybut, nie piastować żadnych urzędów w Rzymie i nie łączyć Królestwa z cesarstwem.
W 1265 znaczna armia francuska ruszyła na południe; Manfred początkowo usiłował unikać starcia, ale ostatecznie doszło do bitwy pod Benewentem. Karol przyjął obronną pozycję nad brzegiem rzeki Calor i odparł atak Manfreda. Następnie francuska kawaleria rozbiła łuczników nieprzyjaciela i okrążyła niemieckie rycerstwo. Ponowny atak Manfreda się nie powiódł, większość sycylijskich baronów Manfreda go zdradziła (z wyjątkiem muzułmanów), a on sam zginął w walce. Zwycięstwo Karola nie tylko przekreśliło próby unifikacji półwyspu, ale też było wielkim sukcesem stronnictwa Gwelfów, którzy poczuwszy się pewniej zaczęli przejmować władzę w wielu miastach Italii.